# Успенская, Любовь Залмановна
Любо́вь За́лмановна Успе́нская (урождённая Си́цкер; род. 24 февраля 1954, Киев, Украинская ССР, СССР) — советская и российская исполнительница городских романсов и русского шансона. Многократная обладательница музыкальной премии «Шансон года».

## Биография

### Ранние годы
Родилась 24 февраля 1954 года в Киеве (Украинская ССР).
Отец — Залман Филиппович Сицкер (13.03.1932 — 12.07.2002), директор Киевской фабрики бытовой техники, еврей, был женат вторым браком на Саре Сицкер, прожили 48 лет.
Младший брат Яков (род. 1962) живёт в Торонто, имеет там салон красоты и ресторан Red Square; там же живёт другой брат Ефим (род. 1960). Сестра Стелла.
Бабушка — Татьяна Абрамовна Сицкер (1914 — ?), до войны жила с мужем в Житомире.
Дедушка — Филипп Абрамович Сицкер (1914—09.1941), уроженец Кишинёва, директор фабрики народных инструментов, пропал без вести во время войны, его брат — Григорий Абрамович Сицкер (1911—1998), музыкант, директор оркестра Эдди Рознера. Прадед и прабабушка — Абрам Михайлович Сицкер (1883 г. рожд.) и Элька-Рухля Залмановна (1887 г. рожд.), в браке с 13 января 1909 г.
Мать — Елена Чайка, медсестра из Ашхабада, русская (по другой версии — цыганка). По словам Любови Успенской, её мать умерла при родах в ночь на 24 февраля 1954 года в киевском родильном доме, персонал которого в это время отмечал День Советской армии и Военно-морского флота. За ночь к роженице никто из медиков так и не подошёл. По другой версии, была убита в мае 1954 года в поезде, шедшем из Киева, когда Елена ехала на заработки.
До пяти лет девочку воспитывала бабушка (мать отца). Впоследствии, после второго брака отца, стала жить с ним и с мачехой Сарой. До четырнадцатилетнего возраста будущая певица считала бабушку своей матерью, а отца — братом.
Окончила музыкальную школу и Киевское музыкальное училище имени Р. М. Глиэра.

### Карьера
С 16 лет работала в Киеве в ресторане «Жокей».
В 1971 году уехала работать в Кисловодск, затем в Ереван, где к ней пришло первое признание публики.
В конце 1977 года эмигрировала в Италию. Спустя 7 месяцев, 14 мая 1978 года, вместе со вторым мужем, Юрием Успенским, смогла выехать в Нью-Йорк, где с первого дня работала певицей в ресторанах. Около 15 лет выступала в русских ресторанах на Брайтон-Бич, записала два альбома. В 1985 году в США записала первый альбом «My Loved One», для которого написал несколько песен Вилли Токарев. В 1986 году переехала в Лос-Анджелес. В 1987 году вышел второй альбом «Не забывай».
В конце апреля 1993 года впервые приехала в Россию, записав клипы на песни «Кабриолет» и «Гусарская рулетка», в том же году вышел альбом «Экспресс в Монте-Карло» с песнями на стихи И. Резника и музыку Г. Голда. Приняла участие в концертной программе на 1 канале Останкино, что можно считать одним из первых появлений Успенской на телевидении России. В 1994 году дала концерт в гостинице «Метрополь», участвовала в «Звуковой дорожке», с этого же года — в «Песне года», активно гастролировала. Кроме того, начала сотрудничать с поэтом-песенником Михаилом Таничем, песни которого вошли в альбом «Далеко далеко» («Просто кафе», «Батюшка», «Рябиновая настоечка»)
В 1996—1997 годах вышли альбомы «Карусель» и «Пропадаю я», авторами песен которых стали Игорь Азаров и Регина Лисиц. 1 октября 1997 года состоялся концерт в ГЦКЗ «Россия».
В 2003 году Любовь Успенская представляет диск «Горький шоколад». Также с 2003 года Успенская регулярно получает музыкальную премию «Шансон года». В том же году была присуждена песня «Небо», а в 2004 году — «К единственному нежному». С 2006 года она стала получать премию «Шансон года» каждый год на протяжении более чем 10 лет. В 2007 году Любовь Успенская представляет новый альбом с заглавной песней «To My Only One …» под тем же названием, куда входят треки «Гитара», «Тонкий лед» и «Забудь». В 2010 году вышел альбом «Лети, моя девочка», представленный песнями «Моя осенняя любовь», «Скрипка». В том же году она получила 2 премии «Шансон года», одну за песню «Первая любовь» в дуэте с Славой Медяником, а вторую за сингл «Лети, моя девочка, лети». В 2012 году поклонники услышали новую песню «The Story of One Love», которая стала названием её нового альбома. В 2014 году записала песни «Я тоже его люблю» в дуэте с Ириной Дубцовой и «Цыганская» с группой «Табор возвращается». Через год в хит-параде появилась новая пластинка под названием «таблетка», которую Успенская спела вместе с певицей Славой. И в очередной раз она получила многочисленные национальные награды за исполнение этих музыкальных произведений. Певица также является частым гостем известных музыкальных фестивалей. На «Новой Волне» в 2015 году Любовь Успенская исполнила песню «Забываю я» вместе с Филиппом Киркоровым, а в 2016 году она исполнила вместе с Домиником Джокером пластинку под названием «Ну, где же ты был». В 2017 году она получила премию «Шансон года» за песню «Я все ещё люблю тебя» и за дуэт с Леонидом Агутиным «Небо».
В 2019 году певица отметила свое 65-летие. В начале марта состоялся праздничный концерт, посвященный дню рождения Успенской. Режиссёром шоу на сцене Крокус Сити Холла был Алексей Голубев, а музыкальным продюсером-Эдгар Акопян. В качестве гостей на вечере присутствовали балет Аллы Духовой «Тодес», Доминик Джокер, Эмин, Александр Панайотов. Также впервые на сцене прозвучал совместный дуэт Любови Успенской и рэп-исполнителя CYGO.
С 2014 г. в составе жюри музыкальной передачи «Три аккорда» на Первом канале.
В 2021 году певица стала участницей шоу «Дуэты» телеканала «Россия-1». Она исполнила песню «Еще минута», а когда зеркальная стена поднялась вверх, Успенская увидела Алексея Чумакова, чему очень обрадовалась.
В феврале 2022 года певица презентовала клип на композицию «Фартовая». В «Инстаграме» звезда написала, что эта песня метафорично рассказывает её историю и передает эмоциональное состояние. К съемке видео артистка привлекла Славу, Ираклия Пирцхалаву, Романа Каграманова, Люсю Чеботину и Сашу Стоун.
20 июля 2022 года состоялся Творческий вечер Любови Успенской на фестивале «Белые ночи» в Санкт-Петербурге.
Любовь Залмановна популярна среди ценителей городского романса и русского шансона, хотя давно сменила уютные рестораны на концертные залы.
В феврале 2023 года приняла участие в шоу «Конфетка» на канале ТНТ. В октябре 2023 г. стала участником шоу «Перепой звезду» на Первом канале.
В декабре 2023 году Любовь Успенская получила сразу две награды от Fashion TV в номинациях «Fashion Легенда» и «Fashion семейный дуэт года» за песню «Мольба», которую она поёт с дочерью Татьяной, написанную Марией Захаровой и Брендоном Стоуном.

### Личная жизнь
- Первый раз вышла замуж в 17-летнем возрасте за Виктора Шумиловича; двое сыновей-близнецов умерли (один при родах, другой — через несколько дней)[22].
  - Второй муж — Юрий Успенский (1940—2020), прожили вместе 6 лет[23]
  - Третий муж — Владимир Франц, прожили вместе 3 года[23].
- Муж (с 1987 по 2021) — Александр Плаксин, бизнесмен[22], первым браком женатый на Наталье Медведевой. В 2020 году Успенская сказала про Медведеву «Это была первая жена моего четвёртого мужа. Он её считал такой крутой, а меня бездарностью»[24].
  - Дочь Татьяна Александровна Плаксина (род. 27 декабря 1989 года)[25], увлекается живописью, работает преподавателем в школе йоги[22][26]. В 2019 году с Татьяной произошло несчастье — дочь Успенской упала во время передвижения по улице на велосипеде. Впоследствии Плаксина пережила 6 пластических операций, чтобы восстановить лицо[27][28].

На церемонии вручения премии «Золотой граммофон» 2022 года Любовь Успенская заявила журналистам, что после распада СССР не получала российского паспорта и числилась только гражданкой США, однако намерена в ближайшее время получить российский паспорт.
16 декабря 2022 года, на большом праздничном концерте в Crocus City Hall, заявила журналистам программы PRO-новости. «С гордостью, с честью, на днях принимаю российское гражданство, моя мечта сбылась, быть гражданкой России», — сказала Любовь Успенская. В марте 2024 года певица сообщила ТАСС, что получила российское гражданство.

## Общественная позиция
Поддержала вторжение России на Украину, выступала с дочерью в ДНР и ЛНР.
В середине июня 2023 года присоединилась к предложению выплачивать премию российским военным и гражданским за подбитые танки Leopard украинских военных из личных средств.

## Дискография
- 1985 — «My Loved One»
- 1993 — «Экспресс в Монте-Карло»
- 1993 — «Не забывай»
- 1994 — «Далеко, далеко»
- 1996 — «Карусель»
- 1997 — «Пропадаю я»
- 2003 — «Горький шоколад»
- 2007 — «К единственному нежному…»
- 2010 — «Лети, моя девочка, лети»
- 2012 — «История одной любви»
- 2016 — «Ещё люблю…»
- 2019 — «Значит, пора»

## Фильмография
- 2009 — Карнавальная ночь с Максимом Авериным — Атаманша

## Санкции
7 января 2023 года, на фоне вторжения России на Украину, внесена в санкционные списки Украины лиц, «которые публично призывают к агрессивной войне, оправдывают и признают законной вооружённую агрессию РФ против Украины, временную оккупацию территории Украины». Санкции предполагают блокировку активов, полное прекращение коммерческих операций, остановку выполнения экономических и финансовых обязательств.